# Ивацевич, Павел Борисович
Павел Борисович Ивацевич (28 февраля 1920, Филоновская, область Войска Донского — неизвестно) — советский и российский архитектор. Заслуженный архитектор РСФСР (1981). Начальник управления «Моспроект-2».

## Биография
Родился 28 февраля 1920 года в станице Филоновская Волгоградской области. В 1938 году поступил в Московский архитектурный институт (МАРХИ).
В 1941 году, после начала Великой Отечественной войны, студент 3-го курса П. Б. Ивацевич прервал учёбу и добровольно вступил в Красную Армию. Был направлен в Военно-политическое училище имени В. И. Ленина. В октябре 1941 года, в разгар битвы за Москву, недоучившимся был отправлен политруком на фронт, в распоряжение 24-й армии, находившейся в районе Вязьмы — Гжатска. Принимал участие в боях на Центральном, Южном и Северо-Кавказском фронтах, воевал в пехоте, стрелковом полку, стрелковой дивизии. Во время высадки десанта в Новороссийске в 1943 году был тяжело ранен в ногу, после госпитализации демобилизован. Ранение давало о себе знать всю последующую жизнь, и в 1985 году ногу пришлось ампутировать.
В 1944 году, после 10 месяцев лечения в госпитале П. Б. Ивацевич возобновил учёбу в МАРХИ. Окончив институт в 1947 году, до 1964 года работал архитектором-практиком в проектной мастерской Министерства государственной безопасности СССР. Занимал должности от рядового архитектора до руководителя мастерской.
За этот период им был спроектирован и построен ряд объектов. Одной из наиболее значимых работ было административное здание по Большому Кисельному переулку в Москве. В начале 1950-х годов спроектировал и построил здание областного архива в Калинине (совместно с архитектором О. Н. Докучаевым). Совместно с Г. В. Макаревичем выполнил проект санаторного комплекса на 250 мест в Ессентуках. Построил жилой посёлок в Сочи, реконструировал санаторий в Трускавце, дом отдыха «Звёздочка» в Геленджике, пионерский лагерь и лечебный корпус в Евпатории. Автор проектов пионерских лагерей в Московской области и Бердянске.
Из проектной мастерской МГБ был переведён в Управление по проектированию общественных зданий и сооружений «Моспроект-2». Занимал должности заместителя руководителя 1-й мастерской, заместителя директора, а в 1967 году стал директором «Моспроекта-2». Под его руководством были спроектированы здания учебных заведений (МГИМО на проспекте Вернадского, МИРЭА и другие), выполнена застройка центра Зеленограда, улицы Димитрова, Октябрьской площади, комплекс Международных банков на Новокировском проспекте, Олимпийский стадион с бассейном на проспекте Мира, гребной канал в Крылатском, редакционный корпус газеты «Известия» на Пушкинской площади, гостиницы в Измайлове, Центр Международной торговли и другие.
В 1979 году был назначен заместителем директора «Моспроекта-2» и главным архитектором Градостроительной выставки Москвы. Принимал участие в работе над крупномасштабным макетом центра Москвы, который был размещён в новом здании этой выставки. Занимался пропагандой архитектурных достижений. Написал ряд статей, посвящённых вопросам реконструкции ансамблей центра Москвы, а также различным творческим проблемам.
Член КПСС с 1942 года. Член Союза архитекторов СССР с 1952 года. В студенческие годы был заместителем секретаря комитета комсомола МАРХИ. Входил в состав партийного бюро «Моспроекта-2». Кандидат в члены пленума Фрунзенского райкома КПСС, член правления Московского отделения Союз архитекторов (МОСА) одного из созывов. Делегат ряда съездов Союза архитекторов СССР.
П. Б. Ивацевич был также известен как акварелист и график, автор множества пейзажей. Регулярно принимал участие в выставках живописи «Моспроекта-2», ГлавАПУ и МОСА.
С 1987 года на пенсии. Жил в Москве по адресу: Воротниковский переулок, 2/11.

## Награды и звания
- Заслуженный архитектор РСФСР (1981)[1]
- Орден Трудового Красного Знамени[3]
- Орден Красной Звезды (1943)[9][3]
- Орден Отечественной войны 1-й степени (1985)[10]
- Орден Отечественной войны 2-й степени (1943)[9][3]

## Семья
- Жена — Анастасия Иосифовна Ивацевич — врач. Будущие супруги познакомились во время войны в госпитале, где Павел Борисович проходил лечение после ранения, а Анастасия Иосифовна работала медсестрой[5].
  - Дочь — Ирина Павловна Кочетова — архитектор[11].